# 手挟

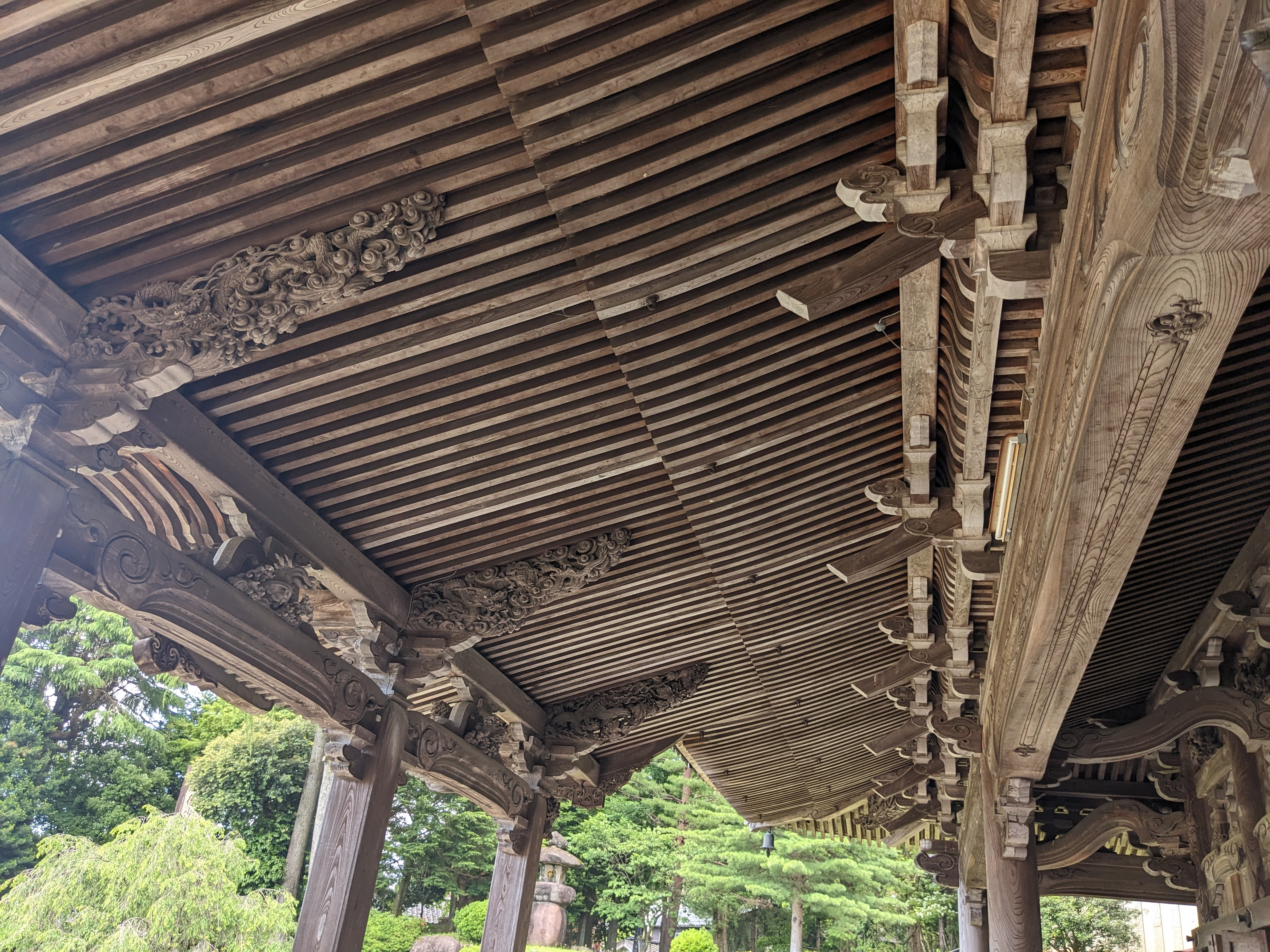
真宗大谷派井波別院瑞泉寺手挟

手挟（たばさみ）は、日本建築の部材のひとつである。主に向拝柱上の、組物の内方と垂木の隙間に挟まれる。構造を強化する意味もあるが、どちらかといえば装飾の意味合いが強い。

## 歴史

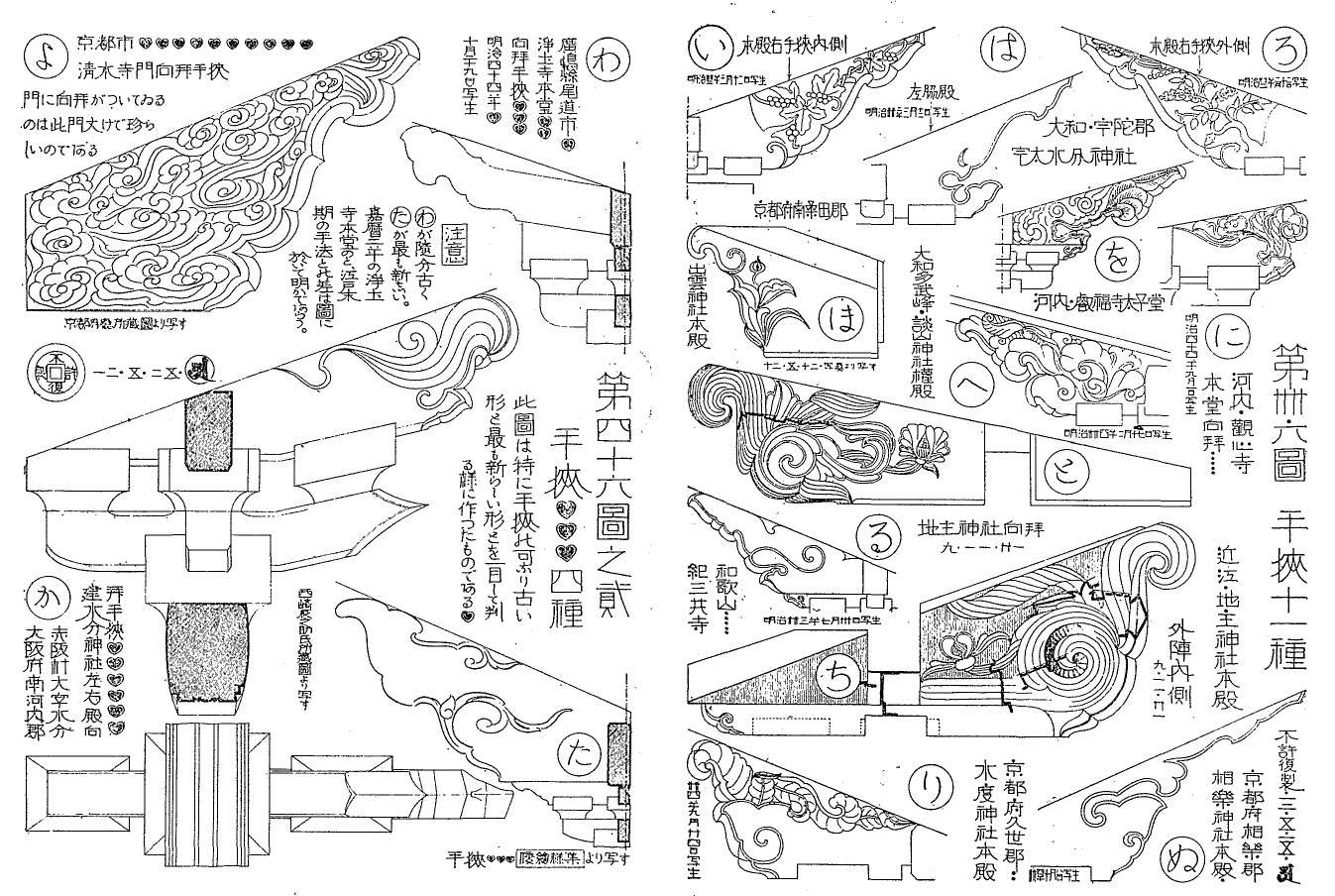
手挟各種。天沼俊一画。

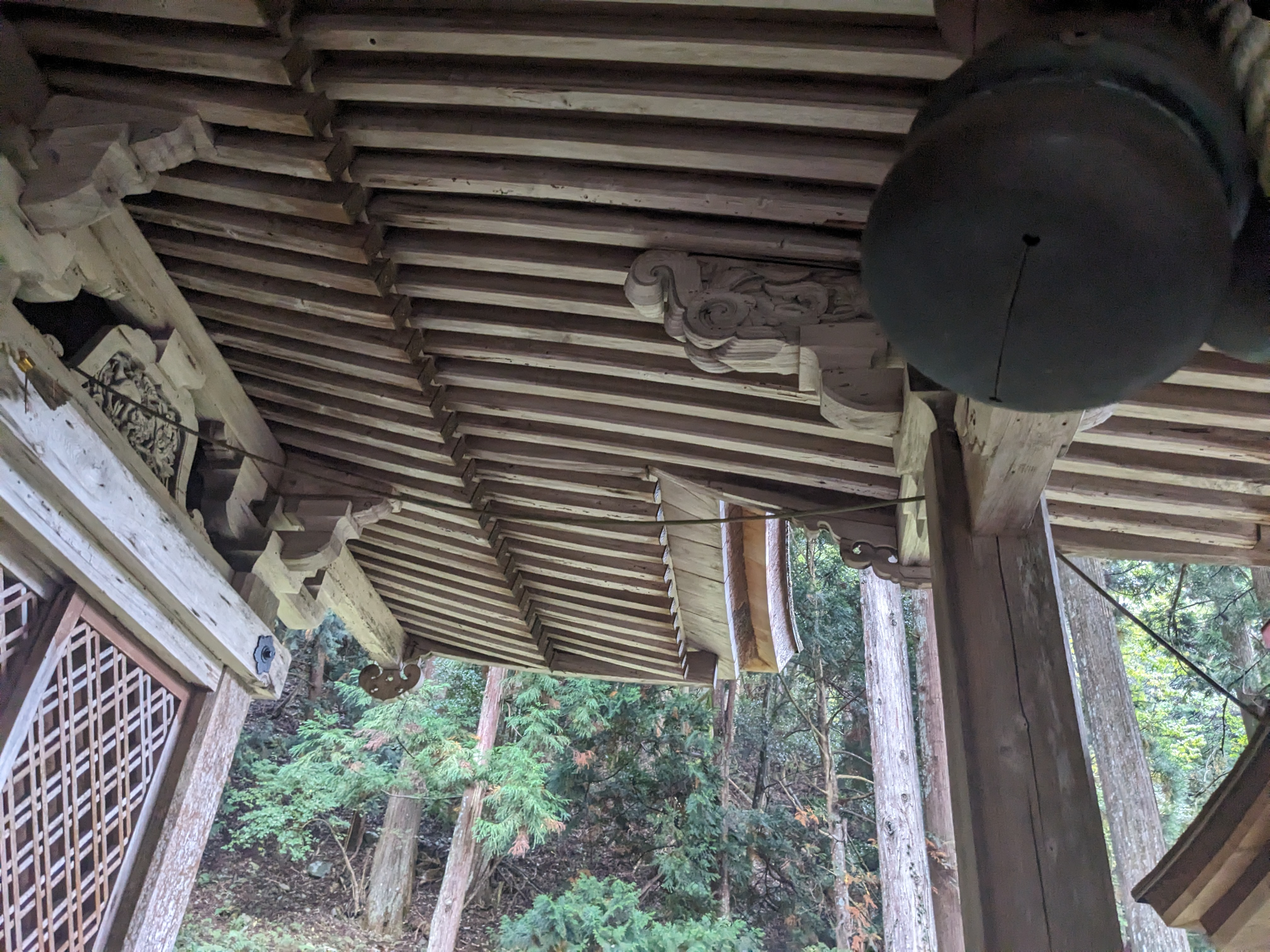
近江葛川地主神社手挟

奈良時代までの日本の社寺建築は単純な平面構造を有していたが、平安時代より、春日造・流造といった、屋根を身舎からさらに延長する構法があらわれるようになった。こうした建物の正面全柱間の屋根を延長する形から発展して、平安時代には寝殿造などに前面の一部の軒のみを長く差し出す形式があらわれるようになる。鎌倉時代には、この様式が社寺においても用いられるようになり、これを向拝（こうはい）ないし階隠（はしかくし）と呼ぶ。
手挟は、向拝の柱と身舎へとつながる屋根の垂木を連絡する部分に配される部材であるが、鎌倉期の向拝にこのようなものは存在しない。最古のものとして知られるのは、嘉暦2年（1327年）の浄土寺本堂に配されるものである。近藤豊は、手挟には無論、構造材としての意味もあるものの、どちらかといえば、この部分にできる隙間が「見た目にも何となく淋しく、危なっかしい気がする」ことから、装飾部材として手挟が発案されるに至ったのではないかと論じている。
浄土寺本堂がそうであるよう、初期の手挟は、下面に繰形を付けただけの単純な意匠であった。しかし、後世になると側面に唐草や植物文を彫るようになり、近世には動物文や籠彫りのものまで現われ、構造材としての意味を全く失うこととなる。向拝以外に手挟を用いた例としては、本殿外陣外側に手挟を配した近江葛川の地主神社などがある。